# Horvátlövő, Vas
Horvátlövő (în croată Hrvatske Šice) este un sat în districtul Szombathely, județul Vas, Ungaria, având o populație de 196 de locuitori (2011). 

## Demografie
Componența etnică a satului Horvátlövő
     Maghiari (54,21%)
     Croați (40,29%)
     Germani (5,49%)
Componența confesională a satului Horvátlövő
     Fără religie (3,06%)
     Necunoscută (96,94%)
Conform recensământului din 2011, satul Horvátlövő avea 196 de locuitori. Din punct de vedere etnic, majoritatea locuitorilor (54,21%) erau maghiari, existând și minorități de croați (40,29%) și germani (5,49%). Nu există o religie majoritară, locuitorii fiind  și persoane fără religie (3,06%). Pentru 96,94% din locuitori nu este cunoscută apartenența confesională.